# Binti: una youtuber sense fronteres
Binti: una youtuber sense fronteres (títol original en neerlandès: Binti) és una pel·lícula dramàtica belga del 2019 escrita i dirigida per Frederike Migom. El film tracta de la immigració, de les dificultats racials i legals que impliquen instal·lar-se en un país on s'és perseguit i de la consciència mediambiental i antiracista que ja des d'infants demostren els protagonistes.
La pel·lícula es va projectar al Festival de Cinema de Sundance de 2020. A la 10a edició dels Premis Magritte, Binti va obtenir el premi del jurat CineKid 2019 i el premi ECFA 2020, i quatre nominacions, incloses la de millor pel·lícula flamenca i la d'intèrpret més prometedora per Bebel Tshiani Baloji. Aquesta pel·lícula ha estat doblada al català.

## Argument
Binti, de dotze anys, va néixer al Congo però viu amb el seu pare Jovial a Bèlgica des que era petita. Tot i no tenir cap document legal, Binti vol viure una vida normal i somia amb convertir-se en una famosa youtuber. L'Elias té 11 anys i dirigeix el «Club salvem l'Ocapi» sense l'ajuda del seu pare que s'ha traslladat al Brasil després del divorci amb la seva mare. La policia entra a casa de la Binti obligant-los a fugir. Binti veu ràpidament la solució perfecta a tots els seus problemes: si pot emparellar el seu pare amb la mare de l'Elias, es podran casar i quedar-se a Bèlgica.